# Szhirley
Szhirley Nova Bianca Rokahaim (tidligere Szhirley Nova Bianca Rasmussen) (født Shirley Haim den 23. september 1976), blot kendt som Szhirley, er en dansk sangerinde, korsanger og skuespiller. Hun er også smykkedesigner og stifter af smykkebrandet Dropps By Szhirley, hvor hun sælger sine egne designs.
Hun debuterede som sanger i juni 1996 med R&B-albummet I'm Coming på EMI, der var blevet til i samarbejde med Anders Schuman og Tue Röh fra funkbandet Zapp Zapp. Debutsinglen "Please Me" var Ugens Uundgåelige på P3 samme år. Albummet solgte 10.000 eksemplarer i Danmark, og blev også udsendt i Japan hvor det solgte 30.000 eksemplarer. Siden har hun sunget kor for navne som Den Gale Pose, Outlandish, Miss Mukupa og Søren Sko. I 1999 sang hun duetterne "Don't Look for Love" med Jonas Winge Leisner og "I Close My Eyes and Think of You" med Daniel. Sangene var en del af soundtracket til Susanne Biers succesfilm Den eneste ene. Da filmen blev opsat som musical i 2005, medvirkede Szhirley også. I 2001 fik hun sammen med kollegaen Karen sit eget radioprogram på P3 med titlen Karen & Szhirley, hvor de spillede soul, R&B og hiphop-musik.
I 2006 debuterede Szhirley som skuespiller, da hun medvirkede i Østre Gasværk Teaters opsætning af West Side Story. Hendes andet album, Hjerter dame, udkom i april 2008 og indeholder blandt andet en coverversion af Anne Linnet-klassikeren "Glor på vinduer", og sangen "Gammel Kongevej", som begge solgte platin (15.000 eksemplarer). I efteråret 2008 medvirkede Szhirley i Vild med dans på TV 2, hvor hun dannede par med Silas Holst. I 2012 spillede Szhirley med i julekalenderen Julestjerner i rollen som Sus' mor Maria.
I 2013 debuterede Szhirley som DR-vært, da hun sammen med Jacob Riising var vært ved børnenes Melodi Grand Prix MGP 2013. Hun har op til programmet sammen med Claus Hempler og Lasse "Pilfinger" Kramhøft været coach for de deltagende kunstnere.
Szhirley har også indspillet stemmen til karakteren Iris i lærespillet ABCiTY.DK.

## Privat
Privat danner Szhirley par med musikproduceren Mads Møller. Den 1. maj 2010 fødte Szhirley parrets første barn, Elton. Tidligere var hun forlovet med produceren Dan Laustsen, men parret gik fra hinanden i sommeren 2009. Fra slutningen af 1990'erne og fire år frem dannede hun par med rapperen Jokeren. Jokeren skrev sangen "Kvinde din – Møgluder" fra albummet Alpha Han (2003) til Szhirley på baggrund af deres forhold.

## Smykkedesign - Dropps By Szhirley
I 2016 designede Szhirley sin første smykkekollektion i samarbejde med Jewelry For A Good Cause. Det blev startskuddet for Szhirleys egen smykkevirksomhed, Dropps By Szhirley. Szhirley tegner og designer selv øreringe, halskæder, armbånd, fingerringe og mange andre typer smykker. Hun designer desuden solbriller, tøj og forskellige accessories, som også sælges hos Dropps By Szhirley.

## Diskografi
- I'm Coming (1996)
- Hjerter dame (2008)
- Timeglas (2016)

## Featurings
- DR Big Band - The James Bond Classics (feat. Szhirley) (2008)
- Alexander Brown - Sidste Gang (feat. Szhirley) (2012)

## Teater
- Elsk Mig i Nat (2009-2012)
- Shrek (2013)
- Tam Tam revyen (2014 2015)
- We Will Rock You (2017)